# Grupo Desportivo Sagrada Esperança
El Grupo Desportivo Sagrada Esperança, comúnmente conocido como Sagrada Esperança, es un equipo de fútbol de Angola que juega en la Girabola, la liga de fútbol más importante de país.

## Historia
Fue fundado en 22 de diciembre de 1976 en la ciudad de Dundo cómo una iniciativa de jóvenes afiliados a la JMPLA (organización juvenil del partido MPLA) junto a un grupo de aficionados de fútbol ligados a la Casa do Pessoal do Dundo. El nombre del clube tiene su origen en el poema Sagrada Esperança del primer jefe de Estado de Angola, Agostinho Neto. Es un equipo que apenas ha ganado 1 título de liga en el año 2005 y 2 títulos de copa en Angola. 
A nivel internacional ha participado en 6 torneos continentales, donde nunca ha llegado más allá de la Segunda ronda.

## Palmarés
- Girabola: 2

2005, 2021
- Copa de Angola: 2

1988, 1999
- Super Copa de Angola: 1

2021
- - Subcampeón: 2

2000, 2006

## Participación en competiciones de la CAF
| Temporada | Torneo                       | Ronda          | Club                      | Casa  | Visita | Global      |
| --------- | ---------------------------- | -------------- | ------------------------- | ----- | ------ | ----------- |
| 1989      | Recopa Africana              | 1              | Vantour Mangoungou        | 3-1   | 0-1    | 3-2         |
| 1989      | Recopa Africana              | 2              | Patronage Sainte-Anne     | 0-0   | 1-2    | 1-2         |
| 1992      | Copa CAF                     | 1              | Mufulira Wanderers FC     | w.o.1 | w.o.1  | w.o.1       |
| 1992      | Copa CAF                     | 2              | Ferroviário de Maputo     | 3-2   | 2-3    | 5-5 (4-5 p) |
| 1998      | Copa CAF                     | 1              | DC Motema Pembe           | 0-1   | 0-1    | 0-2         |
| 2000      | Recopa Africana              | Preliminar     | Chief Santos              | 4-2   | 3-1    | 7-3         |
| 2000      | Recopa Africana              | 1              | OC Agaza                  | 4-1   | 2-0    | 6-1         |
| 2000      | Recopa Africana              | 2              | ASC Ndiambour             | 1-1   | 0-0    | 1-1 (a)     |
| 2005      | Liga de Campeones de la CAF  | Preliminar     | AS Mangasport             | 0-0   | 2-1    | 2-1         |
| 2005      | Liga de Campeones de la CAF  | 1              | ASEC Mimosas              | 2-2   | 0-1    | 2-3         |
| 2006      | Liga de Campeones de la CAF  | Preliminar     | FC Civics                 | 2-1   | 0-4    | 2-5         |
| 2016      | Copa Confederación de la CAF | Preliminar     | Ajax Cape Town            | 1-2   | 2-0    | 3-2         |
| 2016      | Copa Confederación de la CAF | 1              | Liga Desportiva de Maputo | 1-0   | 0-0    | 1-0         |
| 2016      | Copa Confederación de la CAF | 2              | Vita Club Mokanda         | 2-1   | 2-0    | 4-1         |
| 2016      | Copa Confederación de la CAF | Play-Off       | Young Africans SC         | 0-2   | 1-0    | 1-2         |
| 2020-21   | Copa Confederación de la CAF | Preliminar     | Mbabane Swallows          | w.o.2 | w.o.2  | w.o.2       |
| 2020-21   | Copa Confederación de la CAF | 1              | Orlando Pirates           | 0-1   | w.o.3  | 0-1         |
| 2021-22   | Liga de Campeones de la CAF  | 1              | Platinum                  | 0-0   | 0-0    | 0-0 (5-3 p) |
| 2021-22   | Liga de Campeones de la CAF  | 2              | Royal Leopards            | 3-1   | 0-1    | 3-2         |
| 2021-22   | Liga de Campeones de la CAF  | Fase de grupos | Wydad Casablanca          | 1-2   | 0-3    | 4.º lugar   |
| 2021-22   | Liga de Campeones de la CAF  | Fase de grupos | Zamalek                   | 0-0   | 0-0    | 4.º lugar   |
| 2021-22   | Liga de Campeones de la CAF  | Fase de grupos | Petro de Luanda           | 0-1   | 0-3    | 4.º lugar   |
| 2022/23   | Copa Confederación de la CAF | 2              | Saint Éloi Lupopo         | 0-0   | 0-2    | 0-2         |

1- Mufulira Wanderers abandonó el torneo.

2- Mbabane Swallows abandonó el torneo.

3- Sagrada Esperança no jugó la vuelta contra Orlando Pirates.

## Jugadores

### Jugadores destacados
- Sena[19]
- Amaral Aleixo[20]
- Love Kabungula[21]
- Quintino[22]
- Africano[22]

## Entrenadores
- Agostinho Tramagal (2000)[23]
- Carlos Alves (?-2002)[24]
- Agostinho Tramagal (2002-2003)[25][26]
- Mário Calado (2003-?)[27]
- Frank Moniz (~2006)[28]
- Albano César (?-mayo de 2007)[29]
- Jan Brouwer (?-2008)[30]
- Frank Moniz (2010-?)[31]
- António Caldas (2014-?)[32]
- Ekrem Asma (?? de 2017-junio de 2018)[33][34]
- Agostinho Tramagal (2018-?)[23]
- Roque Sapiri (?-2022)[35]
- Alexandre Ribeiro (2022–presente)[4]